# Riitasaari (ö i Södra Savolax, Nyslott, lat 61,66, long 29,26)
Riitasaari är en ö i Finland. Den ligger i sjön Pihlajavesi och i kommunen Nyslott i  landskapet Södra Savolax, i den sydöstra delen av landet, 280 km nordost om huvudstaden Helsingfors. Öns area är 6 hektar och dess största längd är 380 meter i nord-sydlig riktning.